# Дикси Картер
Дикси Вирџинија Картер (енгл. Dixie Virginia Carter; 25. мај 1939 — Хјустон, 10. април 2010) била је америчка филмска, телевизијска и позоришна глумица и певачица.

## Филмографија
| Улоге Дикси Картер |              |               |              |                |
| Година             | Српски назив | Изворни назив | Улога        | Напомена       |
| 1983               |              |               | Анџела       |                |
| 1999               |              |               | Карол        |                |
| 2000               |              |               | Несил (глас) |                |
| 2009               |              |               | Елен Мичам   | последња улога |